# Atlant Mytisjtji
Atlant Mytisjtji (Атлант Мыти́щи), var en ishockeyklubb baserad i Mytisjtji, Moskva oblast i Ryssland. 

## Historik
Klubben sitt ursprung i ishockeyklubben Chimik Voskresensk med historia tillbaka till 1950-talet. Chimik var då staden Voskresensks hockeylag, men 1998 beslutades det att Chimik skulle representera länet Moskva oblast och inte bara staden. Det skulle få följder några år senare då guvernören i länet beslutade att flytta laget från Voskresensk till Mytisjtji där en ny arena höll på att byggas som skulle vara klar till säsongsstarten 2005/2006. Fr.o.m. denna säsong och tre säsonger framåt fick laget namnet Chimik Moskva oblast för att 2008 ändras till Atlant Moskva oblast. 2009 beslutade klubben att låta Voskresensk och dess återbildade ishockeyklubb återfå historia och att Atlant inte längre skulle göra anspråk på den. Istället räknar klubben år 2005 som sin start.
Klubben har spelat i Kontinental Hockey League säsongen 2008/2009 till säsongen 2014/2015. Säsongen 2008/2009 spelade bland andra Ray Emery och svenske Magnus Johansson i klubben. 
Under hösten 2011 var Bengt-Åke Gustafsson huvudtränare för klubben; som förste svensk huvudtränare för ett lag i KHL. Dock fick han avgå den 3 november på grund av uteblivna framgångar. Istället tog assisterande tränaren Janne Karlsson över.
Laget drog sig ur KHL inför säsongen 2015/2016, på grund av dålig ekonomi.